# Związek Pracodawców Branży Internetowej IAB Polska
Związek Pracodawców Branży Internetowej IAB Polska (IAB, ang. Interactive Advertising Bureau) – organizacja zrzeszająca podmioty z branży internetowej i reprezentującą ich interesy. Do grona firm członkowskich należy blisko 240 podmiotów, a wśród nich: podmioty globalne, największe polskie portale, grupy mediowe, agencje reklamowe, domy mediowe, sieci reklamowe i dostawcy technologii.

## Cele IAB Polska
IAB Polska wspiera działalności uczestników rynku komunikacji interaktywnej oraz popularyzuje internet, jako efektywne medium, poprzez działania promocyjne, badawcze, edukacyjne i ochronę prawną.

## IAB Polska na tle innych organizacji
Organizacja działa w Polsce od 1999 roku, a od 2007 roku istnieje jako Związek Pracodawców Branży Internetowej IAB Polska. Jest podmiotem samodzielnym i niezależnym, który współpracuje blisko z organizacją matką w Stanach Zjednoczonych, z członkami IAB w USA, w Europie, m.in. IAB Europe – organizacja zrzeszającą europejskie IAB, i w innych częściach świata oraz innymi organizacjami działającymi w Polsce, i w całej Unii Europejskiej.

## Działalność IAB Polska
Główną działalnością IAB Polska jest szeroko pojęta edukacja rynku w zakresie wykorzystania internetu, jako skutecznego narzędzia prowadzenia biznesu i komunikacji marketingowej. Propaguje skuteczne rozwiązania e-marketingowe i reklamowe, przygotowuje raporty, badania rynku online i poradniki, m.in. Raport Strategiczny oraz AdEx, którego wyniki są bazą analiz wydatków reklamowych. Jest organizatorem konferencji (Forum IAB, IAB HowTo), konkursów (MIXX Awards), warsztatów i szkoleń (Akademia DIMAQ). Jednym ze sztandarowych projektów IAB Polska jest DIMAQ – standard kompetencji oraz program certyfikujący wiedzę z dziedziny e-marketingu.